# Надежда Олизаренко
Надежда Фјодоровна Олизаренко (рус. Надежда Фёдоровна Олизаренко; девојачко Мушта; Брјанск, 28. новембар 1953 — Одеса, 18. фебруар 2017) била је совјетска тркачица на средње стазе. На Олимпијским играма 1980. победила је у трци на 800 м у времену новог светског рекорда 1:53,43. Њен светски рекорд на 800 м побољшан је 1983. године, али и даље остаје друго најбоље време на тој дистанци.
Олизаренко је освојила титулу првака Европе 1986. на 800 м, али није успела да дође до финала у овој дисциплини на Олимпијским играма 1988. Она и даље држи светски рекорд у штафети 4×800 м постављен 1984. 

## Биографија
Олизаренко је почела да се бави атлетиком 1967. заједно са својом сестром Наташом, која је касније постала атлетски тренер. Укључена је у совјетски сениорски тим 1977. године, а као сениорка је дебитовала на међународној сцени на Европском првенству 1978. где је освојила сребрне медаље у трци на 800 метара и у штафети 4×400 м. Следеће године је победила на 800 м на Универзијади и заузела друго место на Светском купу. Непосредно пре Олимпијских игара 1980. поставила је свој први светски рекорд на 800 метара, трчећи 1:54,85 у Москви.
Олизаренко је паузирала после Олимпијских игара 1980. када је родила ћерку Оксану. Од 1978. била је у браку са тркачем на 3000 метара стипл Сергејем Олизаренком.
Олизаренко се вратила атлетици да би наступила на Олимпијским играма 1984. Пошто је Совјетски Савез бојкотовао Игре у Лос Анђелесу, Олизаренко се такмичила на Играма пријатељства, заузевши треће место на 800 м. У наредне две године освојила је титулу првака Европе 1986. године, била друга на Европском првенству у дворани и трећа на Светском првенству 1985. године. На Олимпијским играма 1988. елиминисана је у полуфиналу. Повукла се са такмичења 1992. и касније је радила као атлетски тренер и администратор у Одеси.
Олизаренко је преминула од амиотрофичне латералне склерозе у 63. години живота.